# عش الغرام (فلم)
عش الغرام (بالإنجليزية: The Love Nest
)، فيلم سينمائي درامي مصري من إنتاج 1959 إخراج: حلمي رفلة و تأليف: يوسف جوهر وبطولة : شادية، كمال الشناوي، ليلى فوزي، حسين رياض، عمر الحريري، عزيزة حلمي.

## قصة الفيلم
مدحت (كمال الشناوي) مهندس يرأس إحدى شركات المقاولات، تصله رسالة من صديق لأبيه (حسين رياض) أنه مديون له بمبلغ فيذهب إلى الصديق، أنه طبيب متزوج من أمينة هانم (ميمي شكيب)، وله ابنة اسمها ليلى (شادية) مخطوبة، للشاب جوهر(عمر الحريري) ، تقوم قصة حب من طرف مدحت تجاه ليلى ويطاردها من مكان لآخر، وتضطرهما الظروف لقضاء يوم في جزيرة بعد أن تعرضا للغرق، يعانى الأب من أزمة مالية يخفيها عن ابنته، تعرف عايدة (ليلى فوزي) حبيبة مدحت أن مدحت ينوى الزواج من ليلى، وانه يحاول إبعاد جوهر عنها بأى ثمن، ولذا فإن عايدة تدبر المكائد مع جوهر من أجل إبعاد مدحت عن ليلى، وبعد الزواج ترمى عايدة شباكها على مدحت، وتجعله يتصور إن ليلى تحب جوهر، يتم الطلاق، لكن عمة مدحت تكتشف حقيقة المكائد. ويعرف الزوج بما حدث، فيعود إلى امرأته ليلى.

## طاقم العمل
- شادية ... ليلى
- كمال الشناوي ... مدحت
- ليلى فوزي ... عايدة
- حسين رياض ... صديق أبو مدحت
- عمر الحريري ... جوهر
- عزيزة حلمي ... لطيفة أخت أمينة هانم
- ميمي شكيب ... أمينة هانم/ زوجة صديق أبو مدحت
- سامية رشدي
- عبد الغني النجدي ... كامل أفندى/ موظف بشركة مدحت
- سلوى محمود ... صديقة عايدة
- فوزية إبراهيم ... موظفة بشركة مدحت
- روحية جمال
- ثريا فخري ... عمة مدحت
- منير الفنجرى
- محمد المدنى ... غناء
- علية فوزي ... خادمة عايدة

## أغاني الفيلم
| الأغنية    | المؤلف        | الملحن     |
| ---------- | ------------- | ---------- |
| مكسوفة     | فريال سلام    | بليغ حمدي  |
| بحبك قوى   | محمد على احمد | بليغ حمدي  |
| صباح النور | فتحي قورة     | عطية شرارة |

## روابط خارجية
- مقالات تستعمل روابط فنية بلا صلة مع ويكي بيانات